# Liste der denkmalgeschützten Objekte in Sulzberg (Vorarlberg)
Die Liste der denkmalgeschützten Objekte in Sulzberg enthält die 13 denkmalgeschützten, unbeweglichen Objekte der Gemeinde Sulzberg im Vorarlberger Bezirk Bregenz.

## Denkmäler
| Foto |                 | Denkmal                                                                    | Standort                                       | Beschreibung | Metadaten |
| ---- | --------------- | -------------------------------------------------------------------------- | ---------------------------------------------- | --- | --- |
| ja   | Datei hochladen | Alter Pfarrhof HERIS-ID: 21990 Objekt-ID: 18316                            | Dorf 3 Standort KG: Sulzberg                   | Das dreigeschoßige Haus mit Schindelpanzer und steilem Satteldach wurde 1732/1733 erbaut. | BDA-Hist.: Q37866427 Status: § 2a Stand der BDA-Liste: 2025-06-30 Name: Alter Pfarrhof GstNr.: 1425/8 Alter Pfarrhof, Sulzberg (Vorarlberg)                      |
| ja   | Datei hochladen | Kath. Pfarrkirche hl. Franz Xaver in Thal HERIS-ID: 21988 Objekt-ID: 18314 | bei Hagen 26 Standort KG: Sulzberg             | Die Kirche wurde in den Jahren 1875 bis 1878 nach Plänen von Johann Mayer errichtet. Die Kirche ist ein einfacher Bau mit viergeschoßigem Turm. | BDA-Hist.: Q18326517 Status: § 2a Stand der BDA-Liste: 2025-06-30 Name: Kath. Pfarrkirche hl. Franz Xaver in Thal GstNr.: .307 Pfarrkirche Hl Franz Xaver (Thal) |
| ja   | Datei hochladen | Marien-Kapelle zu Halden HERIS-ID: 21977 Objekt-ID: 18303                  | bei Halden 53 Standort KG: Sulzberg            | Die rechteckige Kapelle mit einem Schindelpanzer sowie einem Dachreiter mit hohem Pyramidenspitzhelm wurde im Jahr 1873 erbaut. Der Altar vom Ende des 17. Jahrhunderts wurde im 19. Jahrhundert ergänzt. | BDA-Hist.: Q37866326 Status: § 2a Stand der BDA-Liste: 2025-06-30 Name: Marien-Kapelle zu Halden GstNr.: .275/2 Marienkapelle zu Halden (Sulzberg)               |
| ja   | Datei hochladen | Kapelle hl. Theresia in Hermannsberg HERIS-ID: 21985 Objekt-ID: 18311      | bei Hermannsberg 210 Standort KG: Sulzberg     | Die von einem Dachreiter mit Zwiebelhaube überragte Holzkapelle wurde im Jahr 1932 erbaut. Aus dem gleichen Jahr stammt auch der neobarocke Altar im Innenraum. | BDA-Hist.: Q37866391 Status: § 2a Stand der BDA-Liste: 2025-06-30 Name: Kapelle hl. Theresia in Hermannsberg GstNr.: .368                                        |
| ja   | Datei hochladen | Bauernhof (Anlage) HERIS-ID: 21975 Objekt-ID: 18301                        | Landrath 20B Standort KG: Sulzberg             | | BDA-Hist.: Q37866285 Status: Bescheid Stand der BDA-Liste: 2025-06-30 Name: Bauernhof (Anlage) GstNr.: 1329/3                                                    |
| ja   | Datei hochladen | Ehem. Schule HERIS-ID: 109869 Objekt-ID: 127509                            | Moos 62 Standort KG: Sulzberg                  | | BDA-Hist.: Q37815759 Status: Bescheid Stand der BDA-Liste: 2025-06-30 Name: Ehem. Schule GstNr.: .361                                                            |
| ja   | Datei hochladen | Lourdeskapelle HERIS-ID: 21986 Objekt-ID: 18312seit 2014                   | gegenüber Oberdreienau 5 Standort KG: Sulzberg | Die um 1900 errichtete Lourdeskapelle ist ein rechteckiger Bau mit Satteldach, Rundbogenfenstern und einer aufwändig gestalteten Tuffsteingrotte im Inneren. | BDA-Hist.: Q18326513 Status: Bescheid Stand der BDA-Liste: 2025-06-30 Name: Lourdeskapelle GstNr.: .338                                                          |
| ja   | Datei hochladen | Kapelle hl. Leonhard HERIS-ID: 21978 Objekt-ID: 18304                      | bei Sankt Leonhard 120 Standort KG: Sulzberg   | Die Kapelle wurde bereits im Jahr 1497 urkundlich erwähnt; der eingezogene Chor ist im Kern noch spätgotisch. Nach einem Brand wurde sie um die Mitte des 17. Jahrhunderts wiederhergestellt. Ende des 19. Jahrhunderts erfolgten dann eine Renovierung und Anbauten. Der Hochaltar und die beiden Seitenaltäre stammen aus der Zeit um 1650. | BDA-Hist.: Q37866336 Status: § 2a Stand der BDA-Liste: 2025-06-30 Name: Kapelle hl. Leonhard GstNr.: .221 Kapelle Hl. Leonhard (Sulzberg)                        |
| ja   | Datei hochladen | Mesnerhaus HERIS-ID: 31285 Objekt-ID: 28225                                | Sankt Leonhard 120 Standort KG: Sulzberg       | Es gibt Hinweise darauf, dass das Mesnerhaus um 1497 zusammen mit der Kapelle hl. Leonhard errichtet wurde. Später wurde es mehrfach umgebaut und erweitert. | BDA-Hist.: Q37941420 Status: Bescheid Stand der BDA-Liste: 2025-06-30 Name: Mesnerhaus GstNr.: 2456 Sulzberg Vbg Mesnerhaus St Leonhard                          |
| ja   | Datei hochladen | Straßenbrücke, Gschwendbrücke HERIS-ID: 21976 Objekt-ID: 18302             | bei Brunnenau 94 Standort KG: Sulzberg         | Die 1789 errichtete gedeckte Holzbrücke mit vierfachem Hängesprengwerk über die Weißach verbindet Riefensberg-Unterlitten mit dem Sulzberg. | BDA-Hist.: Q37866300 Status: § 2a Stand der BDA-Liste: 2025-06-30 Name: Straßenbrücke, Gschwendbrücke GstNr.: 3878 Gschwendmühlbrücke                            |
| ja   | Datei hochladen | Kapelle hl. Maria in Falz HERIS-ID: 21980 Objekt-ID: 18306                 | Standort KG: Sulzberg                          | Die Kapelle wurde um die Mitte des 18. Jahrhunderts an Stelle eines älteren Vorgängerbaus errichtet. Der seitliche Anbau mit der Lourdesgrotte stammt aus dem Jahr 1885, der Spitzhelm des Dachreiters vermutlich aus der Zeit um 1900. Der Altar ist ein Werk des späten 18. Jahrhunderts. | BDA-Hist.: Q37866347 Status: § 2a Stand der BDA-Liste: 2025-06-30 Name: Kapelle hl. Maria in Falz GstNr.: .197 Falzkapelle in Sulzberg (Vorarlberg)              |
| ja   | Datei hochladen | Kriegerdenkmal in Thal HERIS-ID: 21981 Objekt-ID: 18307                    | Standort KG: Sulzberg                          | Das Kriegerdenkmal gegenüber der Kirche wurde laut Inschrift 1922/1923 errichtet. Auf dem Podest sind an zwei Seiten Marmortafeln mit Namen von Gefallenen der beiden Weltkriege angebracht, daneben private Gedenksteine. Oben befindet sich ein Reiter mit Schwert. | BDA-Hist.: Q37866374 Status: § 2a Stand der BDA-Liste: 2025-06-30 Name: Kriegerdenkmal in Thal GstNr.: 58/2                                                      |
| ja   | Datei hochladen | Kath. Pfarrkirche hl. Laurentius HERIS-ID: 21987 Objekt-ID: 18313          | Standort KG: Sulzberg                          | Die im Kern romanische Kirche, anhand der Fundamente des um 1500 gotisch umgestalteten Chors auf eine Entstehungszeit zwischen 1150 und 1200 datiert, wurde 1828/1829 nach Plänen von Alois Negrelli von Moldelbe wesentlich umgebaut und erweitert, wobei unter anderem ein neues Langhaus entstand. Der spätgotische Turm blieb erhalten. Er hat einen quadratischen Grundriss und eine achteckige Klangarkade mit Zwiebelhelm. Langhaus, Chor und Sakristei liegen unter einem gemeinsamen Walmdach. | BDA-Hist.: Q15825382 Status: § 2a Stand der BDA-Liste: 2025-06-30 Name: Kath. Pfarrkirche hl. Laurentius GstNr.: 1379 Pfarrkirche Hl. Laurentius (Sulzberg)      |